# Giulia Grillo
Giulia Grillo (Catania, 30 maggio 1975) è una politica e medico italiana, ministra della salute nel governo Conte I dal 1º giugno 2018 al 5 settembre 2019.
All'inizio della XVIII legislatura, prima della nomina a ministro, è stata capogruppo del Movimento 5 Stelle alla Camera dei deputati.

## Biografia
Si laurea in medicina e chirurgia nel 1999 presso l'Università di Catania, specializzandosi successivamente in medicina legale e delle assicurazioni nel 2003. Perfeziona i suoi studi con un corso su programmazione servizi sanitari all'Università Cattolica di Roma nel 2014.
Non ha nessuna parentela con il fondatore del Movimento 5 Stelle Beppe Grillo.

### Attività politica
L'attività politica di Giulia Grillo inizia nel 2006 con l'iscrizione al Meetup promosso da Beppe Grillo a Catania. Si candida alle elezioni regionali del 2008 in Sicilia con la lista "Amici di Beppe Grillo con Sonia Alfano Presidente", non risultando eletta.

### Deputata
Nel 2013 si candida alle elezioni politiche come capolista alla Camera dei deputati nella circoscrizione Sicilia 2 con il Movimento 5 Stelle, risultando eletta.
Nel giugno 2016 è stata eletta vice-capogruppo alla Camera del gruppo parlamentare, carica ricoperta fino al 30 settembre, quando è diventata capogruppo, rimanendo in carica fino al 30 dicembre. In tale veste ha partecipato, il 10 dicembre dello stesso anno, alle consultazioni del presidente della Repubblica Sergio Mattarella all'indomani delle dimissioni del governo Renzi, assieme al compagno di partito Luigi Gaetti.
Nel corso della XVII legislatura ha presentato alla Camera, come prima firmataria, quattro proposte di legge, di cui una, concernente "Disposizioni in materia di responsabilità professionale del personale sanitario nonché di controllo della qualità delle prestazioni e delle cause di decesso nelle strutture sanitarie pubbliche e private" è stata approvata in legge e pubblicata in Gazzetta Ufficiale il 17 marzo 2017.
Alle elezioni politiche del 2018 viene rieletta deputato nel collegio uninominale di Acireale con il 46,28% dei voti.
Il 27 marzo 2018 viene eletta capogruppo del Movimento 5 Stelle alla Camera, carica mantenuta fino al 1º giugno, giorno in cui viene nominata ministro della salute su proposta del presidente del Consiglio Giuseppe Conte. Il 7 agosto 2020, nel corso di un'intervista rilasciata al quotidiano La Stampa, dichiara di voler abbandonare il proprio partito e aderire al Gruppo misto. Tale annuncio non ha però avuto seguito.

### Ministro della salute
Il 1º giugno 2018 diviene Ministro della salute nel Governo Conte I. Cessa dall'incarico il 5 settembre 2019, giorno in cui le succede Roberto Speranza nel nuovo governo Conte.

## Vita privata
Intrattiene una relazione sentimentale con Gianluca Currò, avvocato di Messina, con il quale ha avuto un figlio, Andrea, nato a Roma nel novembre 2018.

## Posizioni politiche
Nei confronti dei vaccini ha mantenuto una posizione ondivaga, criticandone aspramente l'obbligo in campagna elettorale senza però assumere in seguito una posizione di netta discontinuità rispetto a quella del suo predecessore alla guida del Ministero della Salute e senza proporre modifiche al decreto Lorenzin.
Durante la campagna elettorale, ha dichiarato di essere a favore della sanità pubblica rispetto alle iniziative private e della necessità di assicurare i livelli essenziali di assistenza sanitaria sulle interruzioni di gravidanza.

## Controversie
È entrata in polemica col mondo delle professioni sanitarie non mediche in occasione della legge di bilancio 2019, approvata non senza difficoltà dal Parlamento dopo un percorso tortuoso e un braccio di ferro con l'Europa, in quanto ha personalmente voluto inserire nel testo di legge, senza previa discussione in aula, alcuni articoli per permettere di esercitare professioni sanitarie regolamentate anche a chi non è in possesso di titolo universitario e abilitazione, che la normativa vigente prescrive sin dalla fine degli anni 1990. 
In proposito, ha dichiarato in un comunicato alla stampa che, a suo dire, avere esercitato delle attività sanitarie pur in assenza del titolo universitario idoneo costituisce elemento sufficiente a sanare le lacune. Sul tema delle sanatorie in fatto di formazione sanitaria e della manovra finanziaria, ha ricevuto contestazioni per alcune proposte anche da parte della compagine medica.